# 孤児院ミサ (モーツァルト)

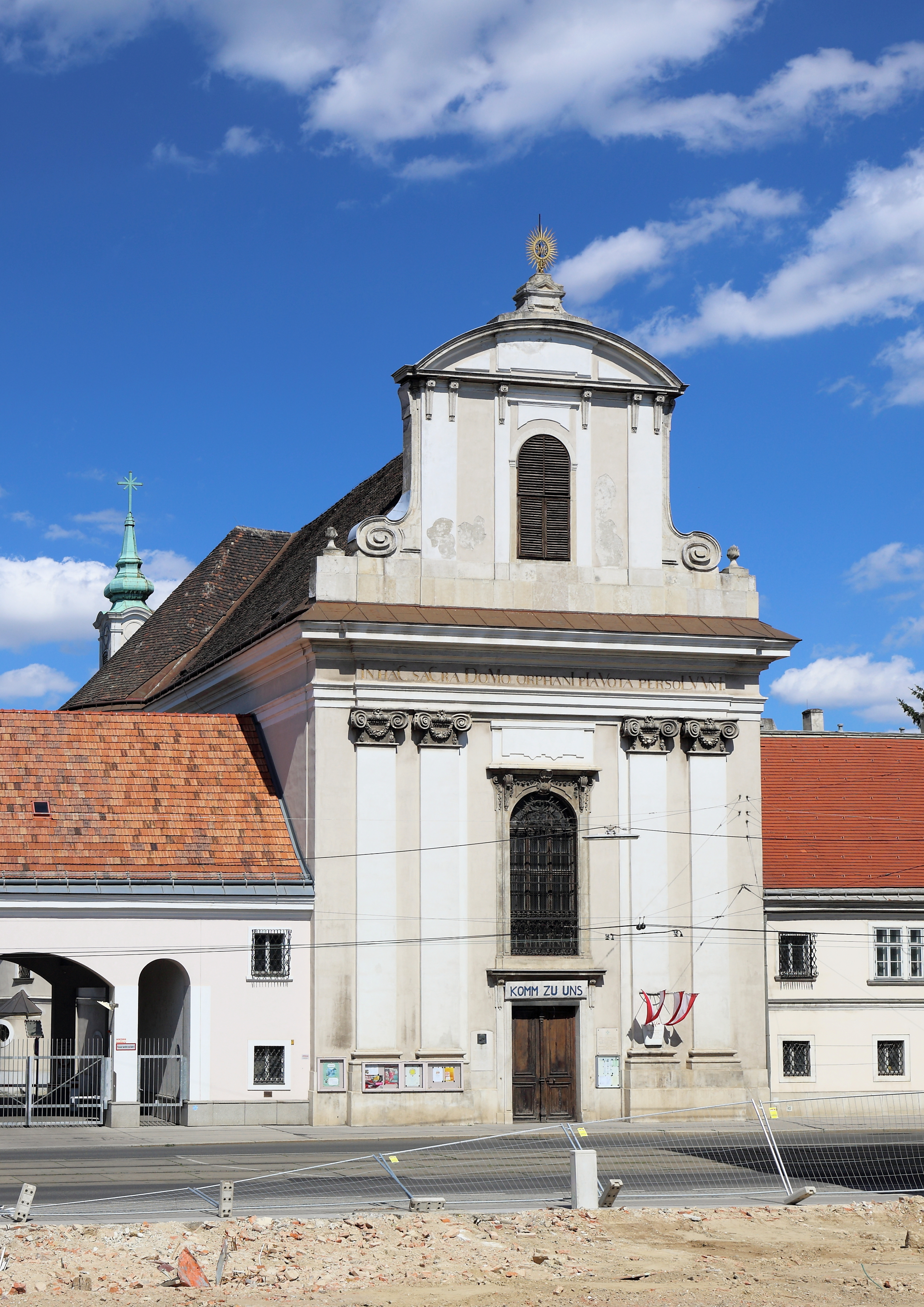
孤児院教会。1768年、12歳のモーツァルトが自作のミサ曲を指揮・初演した

ミサ曲 ハ短調 K.139（K3.114a/K6.47a）は、ヴォルフガング・アマデウス・モーツァルトが作曲したミサ曲。1768年12月7日初演。ウィーンの孤児院教会の献堂式のために作曲されたことにちなみ、『孤児院ミサ』との俗称で呼ばれている。作曲年代は自筆譜（紙の透かし模様とフォーマット）の研究により1768年から1769年ごろと推定されている。
編成は独唱歌手（ソプラノ、アルト、テノール、バス）、合唱（ソプラノ、アルト、テノール、バス）、第1ヴァイオリン、第2ヴァイオリン、ヴィオラ2、オーボエ2、トランペット2、クラリーノ2（高音域トランペット）、トロンボーン3、ティンパニ、通奏低音となっている。

## 背景
このミサの作曲を依頼したのは、イエズス会神父イグナーツ・パルハンマー。モーツァルトはミサ曲と同時にトランペット協奏曲とオッフェルトリウムK.117 (K3./K6.66a = 47b)も合わせて作曲しているが、このうち前者は遺失したとされている。このミサ曲自体も、カタログ分類上のミスにより別の年代とされ、「孤児院教会で初演されたミサ曲」としては長年に渡り「遺失」とされてきた経緯がある。

## 初演
孤児院教会の厳かな献堂式で挙行されたミサ（この教会での初のミサでもあった）で初演され、オーケストラ編成と作曲様式から見ても「荘厳ミサ」と呼ぶべきものとなっている。初演には神聖ローマ帝国皇后マリア・テレジア以下の宮廷人員も参列した。この年までのモーツァルトの最も意欲的な作品とされており、モーツァルト自身にとって最初にして最も長大なミサ・ロンガとなっている。
なお、「孤児院教会」という呼称はこの教会の俗称で、正式名は「マリア生誕・教区教会」(Pfarrkirche Mariä Geburt)である。

## 楽曲
モーツァルトはこの曲でカンタータミサの形式を採用しており、その特徴としてアリア・二重唱・合唱が挙げられる。グローリアのCum sancto spirituとクレドのEt vitam venturi saeculiはフーガ形式で書かれている。曲中の緩徐楽曲は全て短調で書かれている。また、キリエの冒頭（アダージョ）、グローリアのQui tollis（ヘ短調）、牧歌的なEt incarnatus est、Crucifixus、アニュス・デイの冒頭は、スローテンポによりミサ典礼儀式上も際立った効果を出している。
これ以外の楽曲では、同時代のオペラの表現主義的な作曲スタイルに極めて酷似している。

## 曲の構造
6楽章で構成され、演奏時間は約40分となっている。
| 1. キリエ：アダージョ、ハ短調、4/4拍子 - "Kyrie eleison, Christe eleison..."：アレグロ、ハ長調、3/4拍子 - "Christe eleison..."：アンダンテ、ヘ長調、2/4拍子 - "Kyrie eleison..."：アレグロ、ハ長調、3/4拍子 2. グローリア：アレグロ、ハ長調、4/4拍子 - "Laudamus te..."：アンダンテ、ト長調、3/4拍子 - "Gratias agimus tibi..."：アダージョ、ハ長調、4/4拍子; ヴィヴァーチェ、イ短調、4/4拍子 - "Domine deus..."：アンダンテ、ヘ長調、2/4拍子 - "Qui tollis..."：アダージョ、ヘ短調、2/2拍子 - "Quoniam tu solus sanctus..."：アレグロ、ヘ長調、3/4拍子 - "Cum sancto spiritu..."：アレグロ、ハ長調、2/2拍子 | 3. クレードー：アレグロ、ハ長調、2/2拍子 - "Et incarnatus est..."：アンダンテ、ヘ長調、6/8拍子 - "Crucifixus..."：アダージョ、ハ短調、4/4拍子 - "Et resurrexit..."：アレグロ、ハ長調、2/2拍子; アダージョ、ハ長調、2/2拍子; アレグロ、ハ長調、2/2拍子 - "Et in Spiritum Sanctum..."：アンダンテ、ト長調、3/4拍子 - "Et unam sanctam..."：アレグロ、ハ長調、2/2拍子; アダージョ、ハ長調、2/2拍子 - "Et vitam venturi..."：アレグロ、ハ長調、2/2拍子 4. サンクトゥス：アダージョ、ハ長調,、2/2拍子 - "Pleni sunt coeli et terra..."：アレグロ、ハ長調、3/4拍子 - "Hosanna in excelsis"： アレグロ、ハ長調、2/2拍子 5. ベネディクトゥス：アンダンテ、ヘ長調、4/4拍子 - "Hosanna in excelsis" アレグロ、ハ長調、2/2拍子 6. アニュス・デイ：アンダンテ、ハ短調、2/2拍子 - "Dona nobis pacem..."：アレグロ、ハ長調、3/4拍子 |

曲名の調性はハ短調とされているが、全体として優勢なのはハ長調である。古典派時代にはミサ曲の短調は一般的ではなく、葬送的な雰囲気になるものと見なされていた。

## 付随のオッフェルトリウム
モーツァルトは、この祝典機会に合わせて、ミサの通常文に加えて固有文にも作曲している。それはオッフェルトリウム、"Benedictus sit Deus" K.117 (K3./K6.66a = 47b)である。この曲では、合唱とオーケストラによる2つの楽章で、ソプラノソロとオーケストラによる1楽章を挟む形となっている。器楽パートは通常文（孤児院ミサ）の作曲スタイルに沿ったものとなっている。表現主義的なオペラスタイルの例はここにも見られ、それは最終楽章、とりわけ、締めくくりのJubilateの言葉に付けられた音楽である。